# Liptovská Sielnica
Liptovská Sielnica (hongrois : Szielnic) est un village de Slovaquie situé dans la région de Žilina.

## Histoire
La première mention écrite du village date de 1262.

## Démographie

### Évolution de la population
| Année:               | 1994. | 2004.    | 2014.   | 2024.   |
| -------------------- | ----- | -------- | ------- | ------- |
| Nombre de personnes: | 440   | 609      | 607     | 589     |
| Différence:          |       | +38,40 % | -0,32 % | -2,96 % |

| Année:               | 2023. | 2024.   |
| -------------------- | ----- | ------- |
| Nombre de personnes: | 603   | 589     |
| Différence:          |       | -2,32 % |